# Сетуку (Келераш)
Сетуку (рум. Sătucu) — село у повіті Келераш в Румунії. Входить до складу комуни Серулешть.
Село розташоване на відстані 39 км на схід від Бухареста, 62 км на захід від Келераші.

## Населення
За даними перепису населення 2002 року у селі проживали 26 осіб, усі — румуни. Усі жителі села рідною мовою назвали румунську.